# برج سفید (برج لندن)

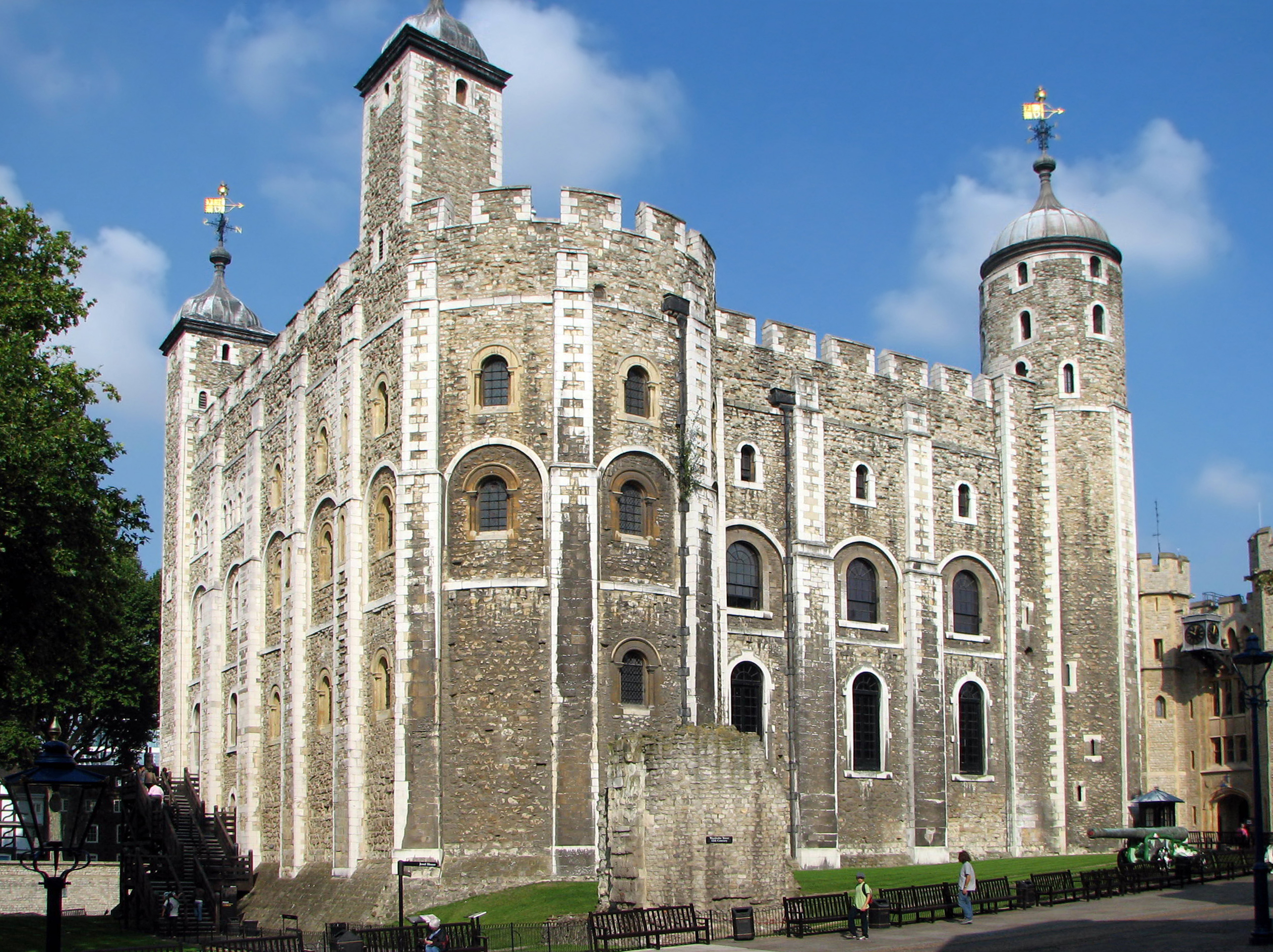
برج سفید، واقع شده در بخش مرکزی برج لندن

برج سفید (انگلیسی: White Tower) یکی از برج‌های مرکزی و برجک دفاعی قدیمی واقع شده در برج لندن انگلستان است که به دست ویلیام یکم و در تاریخ ۱۰۸۰ میلادی ساخته شده و پس از آن در دوره‌های مختلف گسترش پیدا کرد. برج سفید مستحکم‌ترین نقطهٔ دفاعی برج لندن و محل زندگی پادشاه و همراهان نزدیک وی بود. در سال ۱۲۴۰ میلادی، هنری سوم دستور داد تا این برج به رنگ سفید مزین گردد

## نگارخانه

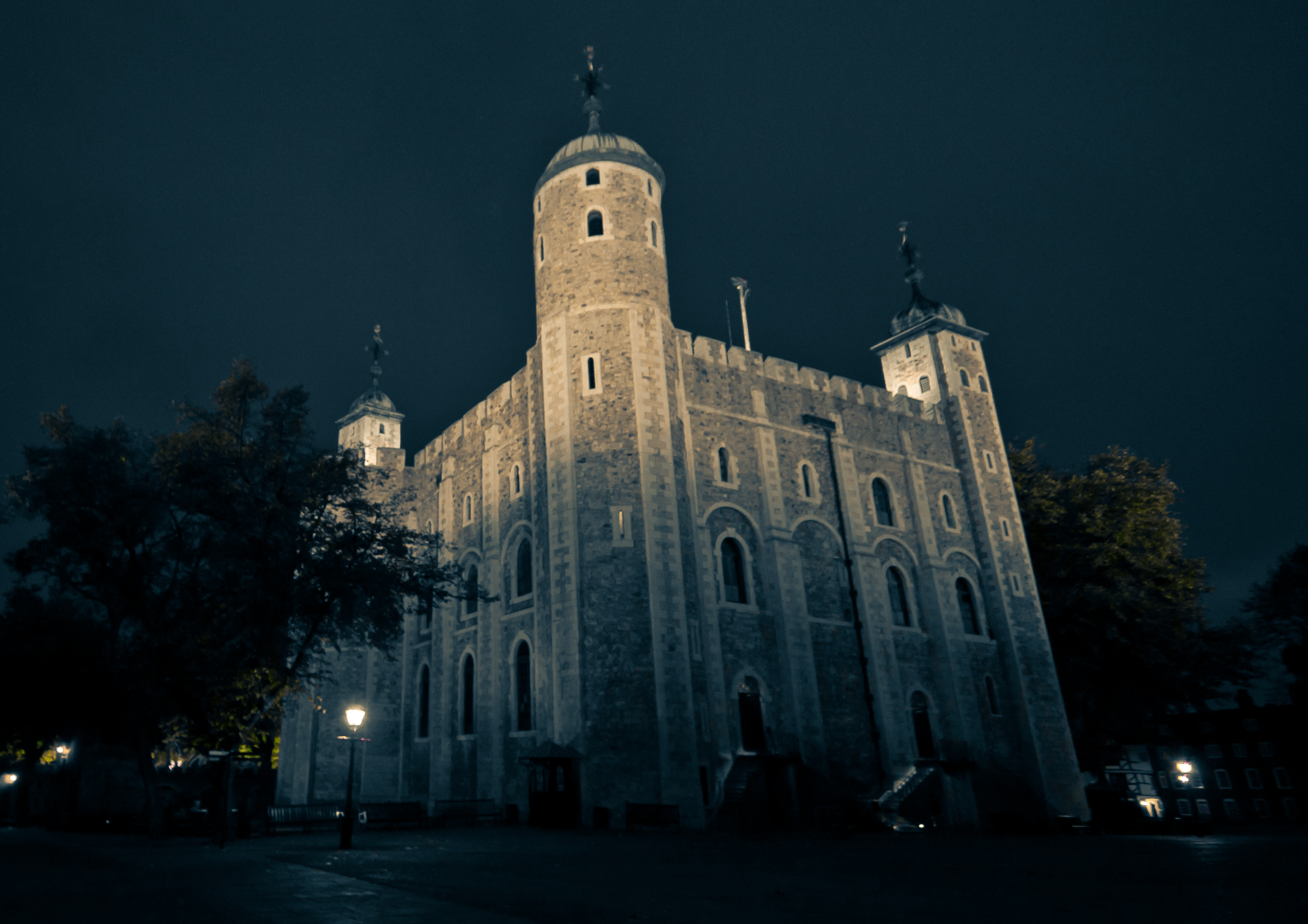
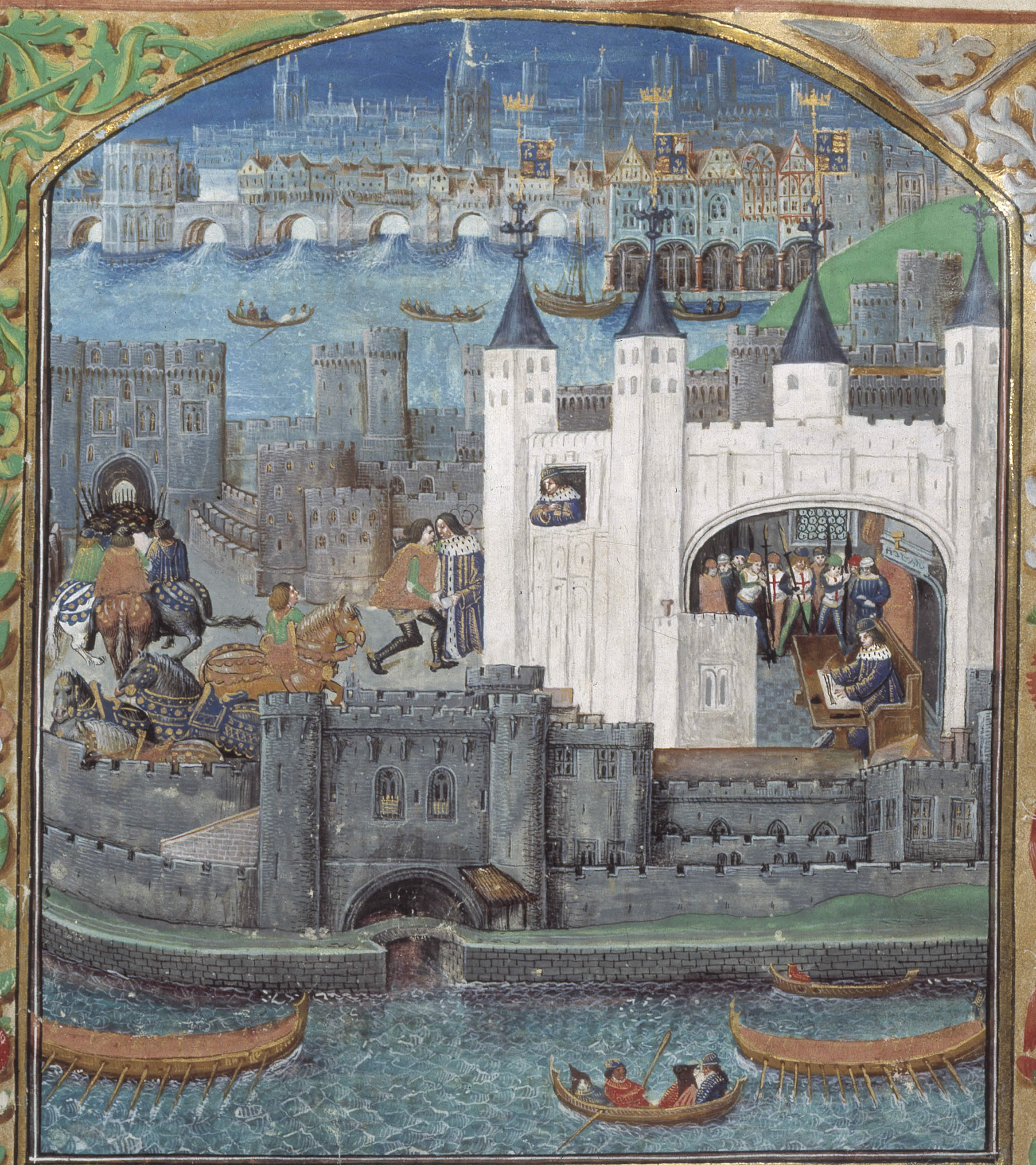
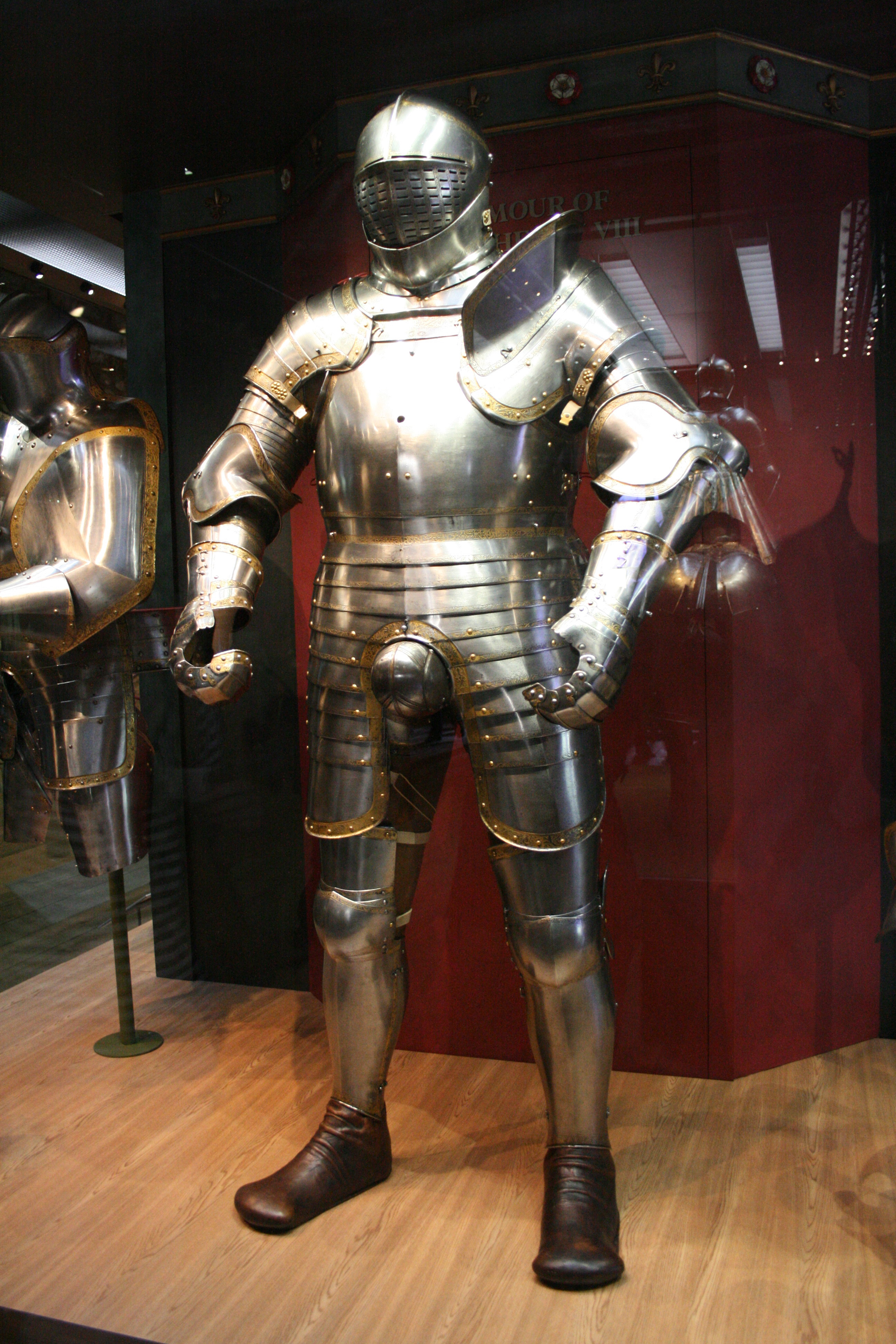
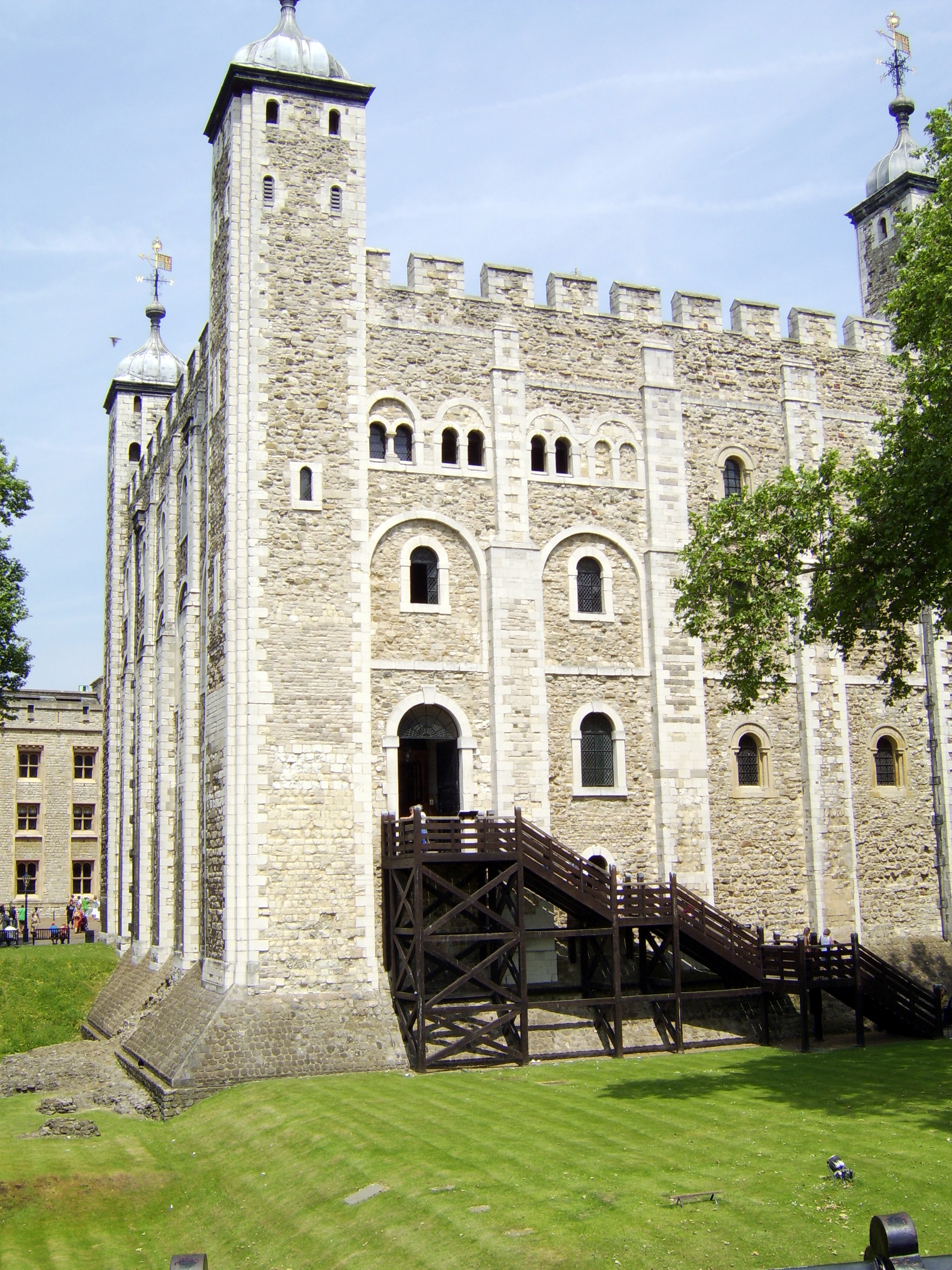
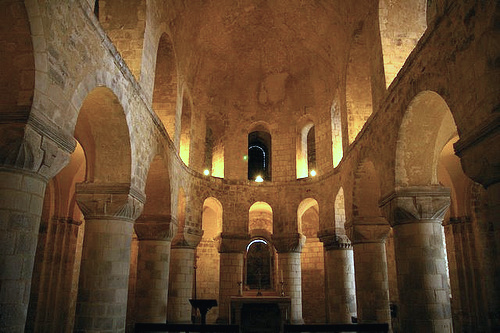